# Anatoli Kovler
Anatoli Ivanovitsj Kovler (Russisch: Анатолий Иванович Ковлер) (Sary-Chasar, 26 augustus 1948) is een Russisch jurist en rechter geboren in de Tadzjiekse SSR. Tussen 1999 en 2012 was hij rechter aan het Europees Hof voor de Rechten van de Mens in Straatsburg.

## Carrière
Kovler heeft rechten gestudeerd aan het Staatsinstituut voor Internationale Betrekkingen van Moskou (1966-1971). Tussen 1979 en 1999 heeft hij gewerkt aan de Russische Academie van Wetenschappen. Hij specialiseerde zich hier op staatsrecht, mensenrechten en rechtsanthropologie en verkreeg er zijn Doctor of Law in 1991.
In 1999 werd Anatoli Kovler gekozen door de Parlementaire Vergadering van de Raad van Europa om Vladimir Toemanov te vervangen als rechter bij het Europees Hof voor de Rechten van de Mens (EHRM). Hij begon zijn werkzaamheden op 21 september 1999 en vervulde deze functie tot 31 oktober 2012. 
Na het verlaten van het EHRM had hij een raadgevende functie voor het Hooggerechtshof van Rusland en werkte hij voor de Faculteit der Rechtsgeleerdheid van de Staatsuniversiteit van Moskou. In mei 2016 werd hij benoemd tot vervangend lid van de Commissie van Venetië van de Raad van Europa.